# Sebastian Stoss
Sebastian Stoss (* 14. Januar 1986 in Kairo) ist ein österreichischer Schwimmer. Stoss ist zweifacher Olympiateilnehmer und mehrfacher österreichischer Meister in seiner Disziplin. Er ist Rückenschwimmer und startet für die Eisenstädter Schwimmunion (SU). Als sein Trainer fungiert Andrzej Szarzynski.

## Karriere
Stoss qualifizierte sich für die Olympischen Spiele 2008 über 200 m Rücken, indem er seine FINA A-Normzeit von 1:59,27 min der Schwimmeuropameisterschaften im selben Jahr unterbot. Im vierten Durchgang forderte er sieben andere Schwimmer heraus, darunter die dreimaligen Olympiasieger Răzvan Florea, Simon Dufour sowie seinen Teamkollegen und zweimaligen Olympiasilbermedaillengewinner Markus Rogan.
Mit einer Zeit von 1:59,44 min lag er fünfzehn Hundertstelsekunden (0,15 s) vor dem Japaner Takashi Nakano auf dem fünften und neunzehnten Gesamtrang. Auch in der Gesamtwertung zog Stoss mit dem Ungarn Roland Rudolf gleich.
Vier Jahre nach seiner ersten Olympiateilnahme trat er 2012 zum zweiten Mal bei den Olympischen Spielen auf. Im 200-m-Rückenschwimmen schwamm Sebastian Stoss eine B-Norm-Zeit von 2:00,89 min. Er landete im ersten Lauf mit der zweitniedrigsten Zeit von 2:02,91 min auf dem zweiten Platz. Dabei verpasste er den Einzug ins Halbfinale, da er in den Vorläufen insgesamt den vierunddreißigsten Platz belegte.